# Instytut Inżynierii Materiałowej Uniwersytetu Rzeszowskiego
Instytut Inżynierii Materiałowej Uniwersytetu Rzeszowskiego – jeden z ośmiu instytutów Kolegium Nauk Przyrodniczych Uniwersytetu Rzeszowskiego.

## Historia
Instytut został utworzony 1 września 2021 roku, wskutek połączenia następujących jednostek: Centrum Dydaktyczne Nauk Techniczno-Przyrodniczych oraz Centrum Dydaktyczno - Naukowego Mikroelektroniki i Nanotechnologii (CDNMiN).

## Władze Instytutu
Od roku akademickiego 20212022:
| Stanowisko         | Imię i nazwisko            |
| ------------------ | -------------------------- |
| Dyrektor           | dr hab. Ireneusz Stefaniuk |
| Zastępca dyrektora | dr Dariusz Płoch           |

## Struktura organizacyjna

### Katedra Materiałów Funkcjonalnych
Samodzielni pracownicy naukowi:
- dr hab. Rafał Reizer – kierownik Katedry
- dr hab. Anna Koziorowska
- dr hab. Ireneusz Stefaniuk
- dr hab. Piotr Potera
- dr hab. Grzegorz Wisz
- prof. dr hab. inż. Mieczysław Korzyński (profesor emerytowany)

### Zakład Mechatroniki i Automatyki
Samodzielni pracownicy naukowi:
- prof. dr hab. inż. Lucyna Leniowska – kierownik Zakładu
- dr hab. Aleksander Marszałek

### Centrum Dydaktyczno-Naukowe Mikroelektroniki i Nanotechnologii
Samodzielni pracownicy naukowi:
- dr Michał Marchewka – dyrektor Centrum
- dr hab. Małgorzata Pociask-Biały

### Centrum Innowacyjnych Technologii
Samodzielni pracownicy naukowi:
- dr inż. Kazimiera Dudek – dyrektor Centrum